# 金成范连

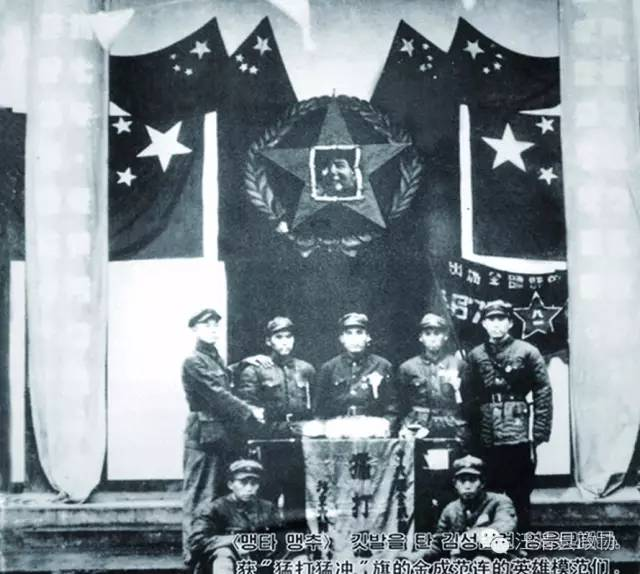
金成范连获奖照片

金成范连或金成范模范连，即中国人民解放军第四十三军一五六师四六六团二营七连，是第二次国共内战时期由朝鲜族战士组成的连队，首任连长是金成范。该连在战争期间转战东北、华北、华中，参加了30余次主要战斗，获中共集体大功2次，有12名战士获得战斗英雄称号，出现功臣百余名，获得“金成范模范连”称号。:573:387:69

## 历史
1945年9月，金成范在日本投降后随在华朝鲜部队进入东北地区剿匪，被编入朝鲜义勇军第五支队。1946年3月21日，他被任命为吉东军区一旅二营二团七连连长。他带领七连先后参加了汪清县罗子沟，敦化大蒲柴河、额穆、黑石等地的剿匪战斗。同年夏，国民党军队大规模进攻东北解放区，七连在极其艰苦的情况下日夜奋战修筑了20多华里的哈尔巴岭防御工事，得到模范连的称号。1947年3月，七连在四间房战斗中用落后装备夜袭美式装备的国民党军队，成功爆破国民党军队碉堡，歼灭国民党军队30余人，俘虏80人。七连因此获吉东军区团部“勇猛、迅速、勇敢战斗连”锦旗一面。战斗中牺牲的爆破班长郑青松和炮手李东元被追认为战斗英雄。同11月，七连参加攻打吉林的战斗，金成范头部受到重伤牺牲。朱光文接任七连连长之职。:574-575:388-389:68
1947年12月31日晚，七连奉命支援攻打长春东站的战斗，10分钟内攻下最后一个碉堡，歼灭国民党军队70余人，俘虏30余人，被吉东军区团部和师部授予“英勇顽强的金成范连”称号:115:575。此后，金成范连被编入独立师。同年1月21日，金成范连在五马屯战斗中打垮国民党六十军暂编二十一师三团一营，荣获战斗模范连的称号。同年2月16日，金成范连在孤店子战斗中以少胜多，机枪手郑亨连孤身一人击退敌军5次进攻，坚守阵地，被授予特等战斗英雄称号。连长朱光文和指导员朴文绥被追授人民英雄。师部一排改名为朱光文排，一班改名为朴文绥班。俞龙哲、吴龙镇、吴兹俊、车承哲、郑永焕被授予战斗英雄称号。:576-577:389-391
辽沈战役后，金成范连随大部队南下，于1948年11月参加了平津战役，获“进关巩固模范连”锦旗一面。此后，该连又参加了湖北团风镇战斗，卫戍南昌，在鄱阳湖剿匪等任务。1949年10月，该连再获“金成范模范连”称号。金成范被追认为烈士、人民英雄。:578:391-392:69